# Michael Ondaatje
Philip Michael Ondaatje (Colombo, 12 de septiembre de 1943), es un poeta, escritor de ficción, ensayista, novelista, editor y cineasta canadiense nacido en Sri Lanka. Recibió múltiples premios literarios, como el Premio del Gobernador General, el Premio Giller, el Premio Booker y el premio Prix Médicis étranger. Ondaatje también es Oficial de la Orden de Canadá, reconociéndolo como uno de los autores vivos más reconocidos del país.
La carrera literaria de Ondaatje comenzó en la poesía en 1967, publicando The Dainty Monsters, y luego en 1970 con el aclamado por la crítica The Collected Works of Billy the Kid. Sin embargo, es más recientemente reconocido por su novela exitosa a nivel nacional e internacional The English Patient (1992), que fue adaptada a una película también exitosa, El paciente inglés en 1996. En 2018, Ondaatje ganó el Premio Golden Man Booker por esta novela.
Además de su escritura literaria, Ondaatje ha sido una fuerza importante en "fomentar la nueva escritura canadiense" con dos décadas de compromiso con Coach House Press (alrededor de 1970-90), y sus créditos editoriales en proyectos literarios canadienses como la revista Brick y  Long Poem Anthology (1979), entre otros.

## Biografía
Michael Ondaatje emigró a Montreal a la edad de 19 años, asistiendo a la Universidad de Toronto y a la Universidad de Queen. Su fascinación por el occidente norteamericano ha influido en uno de sus más afamados trabajos, el pastiche Las obras completas de Billy el Niño (1970). Su novela El paciente inglés (1992, Premio Booker; adaptada al cine en 1996), le granjeó reconocimiento internacional. Esta obra fue seguida por Anil's Ghost (2000). Su poesía y prosa musical, son una mezcla de mito, historia, jazz, memorias y otras hechuras.
Ondaatje tiene dos hijos con su primera esposa, la artista canadiense Kim Ondaatje. Su hermano es Christopher Ondaatje un filántropo, empresario y autor. El sobrino de Ondaatje, David Ondaatje, es director de cine y guionista, quien realizó la película de 2009 The Lodger. Ondaatje está casado en segundas nupcias con Linda Spalding, novelista y académica,

## Honores
El 11 de julio de 1988, a Ondaatje le otorgaron el título de Oficial de la Orden de Canadá y dos años más tarde, Miembro Honorario Extranjero de la Academia Americana de Artes y Letras.. En 2005, fue nombrado Sri Lanka Ratna por la presidenta ceilandesa Chandrika Kumaratunga. Sri Lanka Ratna es el honor más alto que otorga el gobierno de Sri Lanka a extranjeros. Ondaatje se desempeñó como miembro fundador del consejo de administración del Griffin Trust for Excellence in Poetrydel 2000 al 2018.
El asteroide (6569) Ondaatje fue nombrado así en su honor.